# Peter Miklis
Peter Miklis (* 1955 in Lübeck) ist ein deutscher Musiker, Schlagzeuger, Perkussionist und Musiklehrer. Er war Schlagzeuger von Modern und gehörte zur Begleitband Verstärkung von Heinz Rudolf Kunze.

## Leben
Peter Miklis studierte 1976–1981 an der Musikhochschule Lübeck bei Heinz Haedler (NDR Sinfonie Orchester Hamburg). Anschließend war er an einer Musical-Produktion an den Bühnen Lübecks beteiligt.
Von 1982 bis 1996 wirkte Miklis als Studio- und Tournee-Schlagzeuger, so etwa für Heinz Rudolf Kunze, Herman van Veen, Reinhard Mey, Ougenweide, Juliane Werding, Luci van Org/Lucilectric, The Roumor Brass (Graham Parker, Dave Edmunds, Cliff Richards), Micky Wolf (Achim Reichel) und The Coasters.
Für seine Arbeit als Musiker und Produzent bei Heinz Rudolf Kunze wurde er mit zwei goldenen Schallplatten ausgezeichnet.
Seit 1996 ist Peter Miklis Dozent an der Musik und Kunstschule Lübeck und an der Kreismusikschule Ostholstein (bis 1999).